# ナックルジョー
ナックルジョー (Knuckle Joe) は任天堂のゲーム『星のカービィシリーズ』及び同名のアニメに登場する架空のキャラクター。アニメおよび『大乱闘スマッシュブラザーズシリーズ』での声優は高山みなみ。
コックカワサキと同じくゲームよりもアニメや漫画で活躍するキャラクターである。

## 概要
容姿は人間に近い感じだが、世界観を壊さないために他のキャラクター同様、2頭身ないし3頭身となっている。頭にはハチマキのようなものを付けており、いかにも少年格闘家らしいスタイルをしている。ライジンブレイクなどを得意技とする。｢ファイター｣をコピーできる。
ゲーム作品での登場回数はとても少ないが、アニメでは重要なキャラクターの1人となっている。また、『大乱闘スマッシュブラザーズX』にもゲスト出演を果たしている。

## ゲーム
星のカービィ スーパーデラックス
敵キャラクターとして登場。「ファイター」をコピーすることができ、そのヘルパーとしても使える。あらゆる格闘技を駆使する。サブゲーム「かちわりメガトンパンチ」の対戦者としても登場。メタナイトの逆襲Chapter2では火炎ブロックの上に生まれ、カービィが近づくと勝手に死ぬ。溺死バードンの次に有名。
カービィのきらきらきっず (SFC)
おはなしモードに登場。ほしのかけらをトレーニングに使っていた。
星のカービィ ウルトラスーパーデラックス
スーパーデラックスのリメイクなので同様に登場。また、サブゲーム「タッチ! 早撃ちカービィ」「刹那のカルタ取り」で絵柄としても登場。さらに肩には肩パッドが装着されている。メタナイトの逆襲の無慈悲なナックルジョーは修整されていない。溺死バードンがグランクに修整されたのはミスとして、ナックルジョーが修整されなかったのは、火炎ブロックの注意を促しているためなのかもしれない。
星のカービィ Wii
敵キャラクターとして登場。やはり「ファイター」をコピーできる。
星のカービィ 20周年スペシャルコレクション
星のカービィ トリプルデラックス
奥や手前にジャンプして移動することがある。敵キャラクターとして登場。やはり「ファイター」をコピーできる。
カービィファイターズZ
ナックルジョーの帽子をモチーフとしたものがあるが本人は登場しない。
星のカービィ ロボボプラネット
敵キャラクターとして登場。やはり「ファイター」をコピーできる。
カービィ バトルデラックス!
ストーリー内に登場。
星のカービィ スターアライズ
ファイターのフレンズヘルパーや敵として登場。
カービィファイターズ2
ナックルジョーの帽子をモチーフとしたものがあるが本人は登場しない。
大乱闘スマッシュブラザーズX
新アイテム『アシストフィギュア』の1つとしてゲスト出演。出現するとバルカンジャブを放った後、スマッシュパンチかライジンブレイクでフィニッシュを決める。
大乱闘スマッシュブラザーズ for Nintendo 3DS / Wii U・大乱闘スマッシュブラザーズ SPECIAL
『スマブラX』に引き続き、『アシストフィギュア』の1つとしてゲスト出演。

## アニメ
銀河戦士団員の父を持つ少年格闘家。父を殺したメタナイト（最初はカービィだと思っていた）を恨んでいたが、その理由が分かり和解（19話）。40話ではナイトメア社の社員になってカービィを苦しめていたが、それは敵を欺く芝居であり、実は魔獣ハンターとして魔獣狩りを行っており、結果カービィと共に最強魔獣マッシャーを倒した。65話では前述で倒したはずの魔獣マッシャーがパワードマッシャーとして復活しており命からがらプププランドに逃げてきた。その後、カービィたちや亡き父親の形見に助けられ何とか倒すことができた。スマッシュパンチやバルカンジャブ、必殺ライジンブレイクなどの強力かつ多彩な技を持つ。カービィとは戦士の友情で結ばれた仲間。最終回周辺では、ジョーと友達になったというシリカ（60話に登場）と、銀河戦士団の生き残りであるオーサー卿らと共に敵から奪った円盤でナイトメア要塞を攻撃した。
初登場時は髪は薄い灰色、肌は紫色であり、更にウニのような姿の魔獣に変身した。
二回目以降は金髪、肌色に変わっている（これはそれぞれ、『スーパーデラックス』における敵キャラクターとし登場した際のカラーリングと、ヘルパー（味方）として登場した際のカラーリングである）。また指で鼻をこする癖があり、これはカービィにも真似されている。
なお、40話では原作で「ライジンブレイク」という名称の技を「ライジングブレイク」と言っていた（『大乱闘スマッシュブラザーズX』のナックルジョーは「ライジンブレイク」と言っている）。また、本来ゲームでは使えず、カービィのみ使える技「巴投げ」もナックルジョーは使っていた。

## 関連キャラクター
バグジー
『星のカービィ 夢の泉の物語』、『星のカービィ スーパーデラックス』、『星のカービィ 夢の泉デラックス』、『星のカービィ ウルトラスーパーデラックス』、『星のカービィ スターアライズ』に登場する中ボス。オオクワガタのような姿をしており、大顎を使っての投げ技や、テントウムシを呼び出す。時々空を飛ぶことがある。『夢の泉物語』、『夢の泉デラックス』では「バックドロップ」、『スーパーデラックス』、『ウルトラスーパーデラックス』、『スターアライズ』では「スープレックス」をコピーできる。また、『スーパーデラックス』と『ウルトラスーパーデラックス』、『スターアライズ』ではヘルパーとして登場する。
アニメでは魔獣として登場し、サーベルと棍棒を持っていた。
ローリングタートル
『星のカービィ 夢の泉物語』に登場する中ボス。亀のような姿をしており、突進攻撃による投げ飛ばしと小亀を投げてくる。突進攻撃を回避されると壁に激突し、横転してしばらくの間動けなくなる。『夢の泉デラックス』ではファンファンに差し替えられた。「スロウ」をコピーできる。
アイアンマム
『星のカービィ スーパーデラックス』に登場する中ボス。鎧をまとったボクサーのような姿をしており、パンチのリーチも長い。｢ファイター｣をコピーできる。リボンを付けているが、かち割りメガトンパンチでは丁髷を付けた男性的な風貌で登場した。
ジュキッド
『星のカービィ スーパーデラックス』に登場する中ボス。柔道選手のような姿をしており、手を飛ばして床に叩きつける他、気弾を放つ。「スープレックス」をコピーできる。
ファンファン
『星のカービィ 夢の泉デラックス』、『星のカービィ 鏡の大迷宮』、『星のカービィ ウルトラスーパーデラックス』でローリングタートルの差し替えで登場する中ボス。象のような姿をしており、攻撃内容はローリングタートルと同じだが、こちらはリンゴを投げてくる。『ウルトラスーパーデラックス』では新モード「大王の逆襲」で登場する。『夢の泉デラックス』、『鏡の大迷宮』では「スロウ」、『ウルトラスーパーデラックス』では「スープレックス」をコピーできる。
バウファイター
『星のカービィ 鏡の大迷宮』、『星のカービィ 参上! ドロッチェ団』に登場する中ボス。一頭身の犬の姿をしている。耳のような部分でパンチ、波動を放つ。｢ファイター｣をコピーできる。
デッシー
『星のカービィ鏡の大迷宮』、『星のカービィ 参上! ドロッチェ団』に登場する敵キャラクター。バウファイターの弟子なのでデッシー。間合いが短いのでそれほど強くないが中にはアッパーを繰り出す者もいる。｢ファイター｣をコピーできる。
エイブン
『星のカービィ 参上! ドロッチェ団』に登場する敵キャラクター。兎のような姿をしている。耳のような部分で掴まえ、投げ飛ばしてくる。「スロウ」をコピーできる。
ビートリー
『星のカービィ トリプルデラックス』、『星のカービィ スターアライズ』に登場する敵キャラクター。一頭身のカブトムシのような姿をしている。角を振りかざして攻撃するほか空を飛ぶこともある。「ビートル」をコピーできる。『スターアライズ』ではヘルパーとしても登場する。
ヘルメホーン
『星のカービィ トリプルデラックス』に登場する中ボス。大型のカブトムシの姿をしており、角を用いた突進攻撃と地面を掘り起こして岩を飛ばしてくる。時々空を飛ぶことがある。突進攻撃を回避されると壁に激突し、角が刺さってしばらくの間動けなくなる。「ビートル」をコピーできる。

## 漫画におけるナックルジョー
星のカービィ（さくま良子版）
デデデ大王の部下として登場。
星のカービィ デデデでプププなものがたり
格闘技大会で初登場。その他にも、詫びの達人やデデデ大王の特訓相手などに登場している。デスマッチでは、カービィと対決するが、グーイの舌によるパンチにより、あえなく敗北。
星のカービィ! も〜れつプププアワー!
洞穴に落ちて出口を探しているところを落ちてきたカービィにぶつかり、そのままカービィのヘルパーとなる。ヘルパーである事は不本意である。その後、レギュラー入りを果たした。